# Bågtuss
Bågtuss (Tortula cernua) är en bladmossart som beskrevs av Lindberg 1879. Bågtuss ingår i släktet tussmossor, och familjen Pottiaceae. Enligt den finländska rödlistan är arten akut hotad i Finland. Enligt den svenska rödlistan är arten akut hotad i Sverige. Arten förekommer i Svealand. Artens livsmiljö är kalkstensklippor och kalkbrott. Inga underarter finns listade i Catalogue of Life.